# Lessingstraße 17 (Mönchengladbach)

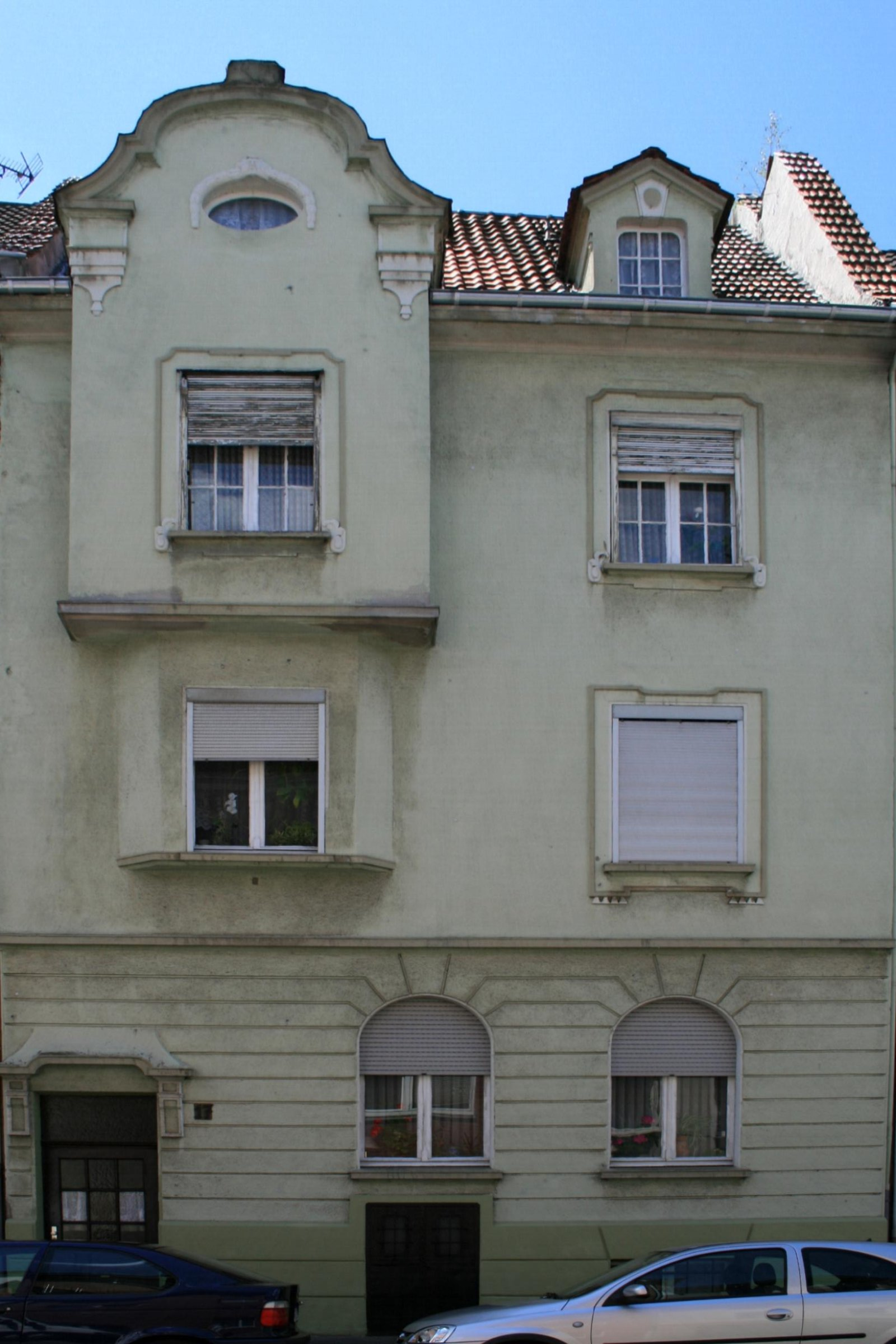
Wohnhaus (2010)

Das Wohnhaus Lessingstraße 17 befindet sich in Mönchengladbach (Nordrhein-Westfalen).
Das Gebäude wurde 1903 erbaut. Es wurde unter Nr. L 031 am 26. Januar 1989 in die Denkmalliste der Stadt Mönchengladbach eingetragen.

## Lage
Die Lessingstraße ist die Verbindung von Kaiser- und Regentenstraße.

## Architektur
Das Haus ist eines der schmucklosen mit nur sparsam dekorierter Stuckfassade. Es ist dreigeschossig und linksseitig durch einen geschossübergreifenden Erker mit überhöhendem Schweifgiebel. Trotz der relativ unbedeutenden Architektur in denkmalrechtlichem Sinn und des sehr verhaltenen Dekors liegt die Erhaltung des Hauses aufgrund seiner Lage in einem stadtbildnerischen reizvollen Ensembles im öffentlichen Interesse.